# Lodi TIBB
Lodi TIBB è una stazione della Linea M3 della metropolitana di Milano.

## Storia
La stazione è stata inaugurata il 12 maggio 1991, circa un anno dopo l'apertura della linea M3 che all'inizio limitava il tragitto a Centrale FS-Duomo e nel dicembre del 1990 aveva esteso il suo percorso da Duomo fino a Porta Romana.

### Denominazione
Nei primi progetti la stazione avrebbe dovuto assumere il nome di Porta Romana FS, per la vicinanza all'omonima stazione ferroviaria.
Per evitare confusione con l'omonima porta delle mura spagnole, posta a una fermata di distanza (Porta Romana), si decise di mutare il nome della stazione in Tecnomasio, dal nome della storica industria Tecnomasio Italiano Brown Boveri (TIBB) che aveva sede nei pressi.
Alla fine si decise di denominare la stazione Lodi TIBB, unendo il nome della zona sotto la quale sorge questa (piazzale Lodi) e l'acronimo della storica industria.

## Strutture e impianti
Lodi TIBB, come tutte le altre stazioni della Linea M3, è accessibile ai disabili. Rientra inoltre nell'area urbana della metropolitana milanese.
Sorge in una zona di transito dal centro alla periferia nella parte sud-est della città, in piazzale Lodi, sulla circonvallazione filoviaria e presenta uscite in piazzale Lodi e in viale Isonzo.

## Interscambi
La fermata costituisce un importante interscambio con la stazione di Milano Porta Romana.
Nelle vicinanze della stazione effettuano fermata alcune linee urbane di superficie, filoviarie e automobilistiche, gestite da ATM.
- Stazione ferroviaria (Milano Porta Romana)
- Fermata filobus (linee 90, 91 e 92)
- Fermata autobus

## Servizi
La stazione dispone di:
- Accessibilità per portatori di handicap
- Ascensori
- Scale mobili
- Emettitrice automatica biglietti
- Servizi igienici
- Stazione video sorvegliata

## Curiosità
Una scena del film Nati stanchi del 2002 è ambientata nel mezzanino della stazione.